# Bolboceras howdeni
Bolboceras howdeni är en skalbaggsart som beskrevs av Martinez 1976. Bolboceras howdeni ingår i släktet Bolboceras och familjen Bolboceratidae. Inga underarter finns listade.